# Neornithes
A Neornithesbe tartozik az összes ma élő madárfaj.
A Neornithes összes fajának jellemzője az, hogy toll borítja testüket, és csőrük van, meszes héjú tojással szaporodnak, két lábuk és két szárnyuk van, négykamrás a szívük, mint az emlősöké, valamint üreges csontjuk és légzsákos tüdejük van. A legtöbb fajuk fészekbe rakja tojásait.

## Rendszerezés
- Struccalakúak rendje (Struthioniformes) – 14 faj,
- Tinamualakúak rendje (Tinamiformes) – 48 faj,
- Pingvinalakúak rendje (Sphenisciformes) – 17 faj,
- Búváralakúak rendje (Gaviiformes) – 5 faj,
- Vöcsökalakúak rendje (Podicipitiformes) – 22 faj,
- Viharmadár-alakúak rendje (Procellariiformes) – 115 faj,
- Gödényalakúak rendje (Pelecaniformes) – 67 faj,
- trópusimadár-alakúak (Phaethontiformes) – 3 faj,
- szulaalakúak (Suliformes)
- Gólyaalakúak rendje (Ciconiiformes) – 127 faj,
- Flamingóalakúak rendje (Phoenicopteriformes) – 5 faj,
- Lúdalakúak rendje (Anseriformes) – 165 faj,
- Sólyomalakúak rendje (Falconiformes) – 303 faj,
- Vágómadár-alakúak (Accipitriformes)
- Tyúkalakúak rendje (Galliformes) – 290 faj,
- Darualakúak rendje (Gruiformes) – 200 faj,
- guvatgém-alakúak (Eurypygiformes) – 2 faj,
- Lilealakúak rendje (Charadriiformes) – 367 faj,
- Pusztaityúk-alakúak rendje (Pteroclidiformes) – 16 faj,
- Galambalakúak rendje (Columbiformes) – 314 faj,
- Papagájalakúak rendje (Psittaciformes) – 361 faj,
- Kakukkalakúak rendje (Cuculiformes) – 148 faj,
- Turákóalakúak (Musophagiformes)
- Bagolyalakúak rendje (Strigiformes) – 183 faj,
- Lappantyúalakúak rendje (Caprimulgiformes) – 120 faj,
- Sarlósfecske-alakúak rendje (Apodiformes) – 429 faj,
- Egérmadár-alakúak rendje (Coliiformes) – 6 faj,
- Trogonalakúak rendje (Trogoniformes) – 39 faj,
- Szalakótaalakúak rendje (Coraciiformes) – 214 faj,
- Kurolalakúak (Leptosomiformes) – 1 faj,
- Szarvascsőrűmadár-alakúak (Bucerotiformes)
- Harkályalakúak rendje (Piciformes) – 405 faj,
- Verébalakúak vagy énekesmadár-alakúak rendje (Passeriformes) – 5824 faj.

### Már ritkán és nem használt rendek
- Nandualakúak rendje (Rheiformes) – már nem számít önálló rendnek, lásd a struccalakúak rendjében a nanduféléket!
- Kazuáralakúak rendje (Casuariformes) – már nem számít önálló rendnek, lásd a struccalakúak rendjében a kazuárféléket!
- Kivialakúak rendje (Apterygiformes) – már nem számít önálló rendnek, lásd a struccalakúak rendjében a kiviféléket!
- Sirályalakúak rendje (Lariformes) – már nem számít önálló rendnek, lásd a lilealakúak rendjében a sirályféléket!
- Guvatfürjalakúak rendje (Turniciformes) – már nem számít önálló rendnek, lásd a lilealakúak rendjében a guvatfürjféléket!
- Bankaalakúak rendje (Upupiformes) – Egyes rendszerezések a szalakótaalakúak rendjébe sorolják őket!

## Elnevezésük
Egyes Neornithes fajok hímjét kakasnak nevezzük (például pulyka, fácán, páva, strucc, tyúk), a réceformáknál gácsérnak (például házi kacsa, réce) és a többi récefélénél gúnárnak nevezzük (például házi lúd, nyári lúd), az összes Neornithes fajának nőstényét tojónak nevezük. A Neornithes fajának kicsinyét fiókának nevezük, de néhány fajának kicsinyét csibének nevezük.

## Képek
|  |  |

## Evolúció
A Neornithes származása látható itt.
|  | Struccalakúak |
|  |               |
|  | Tinamualakúak |
|  |               |

|  | Lúdalakúak                    |
|  |                               |
|  | \| \| Tyúkalakúak \| \| \| \| |
|  |                               |
|  | Tyúkalakúak                   |
|  |                               |

|  | Tyúkalakúak |
|  |             |

|  | Lúdalakúak                    |
|  |                               |
|  | \| \| Tyúkalakúak \| \| \| \| |
|  |                               |
|  | Tyúkalakúak                   |
|  |                               |

|  | Tyúkalakúak |
|  |             |

|  | Struccalakúak |
|  |               |
|  | Tinamualakúak |
|  |               |

|  | Lúdalakúak                    |
|  |                               |
|  | \| \| Tyúkalakúak \| \| \| \| |
|  |                               |
|  | Tyúkalakúak                   |
|  |                               |

|  | Tyúkalakúak |
|  |             |

|  | Lúdalakúak                    |
|  |                               |
|  | \| \| Tyúkalakúak \| \| \| \| |
|  |                               |
|  | Tyúkalakúak                   |
|  |                               |

|  | Tyúkalakúak |
|  |             |

## Nemi dimorfizmus
Sok fajuknál a dísztoll a tojók érdeklődését szolgálja.
Ezek a képek a példák a Neornithes nemi dimorfizmusukról:
|  |  |